# Le Faouët (Morbihan)
Le Faouët, Bretons: Ar Faoued, is een gemeente in het Franse departement Morbihan (regio Bretagne). De plaats maakt deel uit van het arrondissement Pontivy. Le Faouët telde op 1 januari 2022 2.816 inwoners.

## Bezienswaardigheden
In Le Faouët ligt een 16e-eeuwse markthal. Rondom het stadje liggen een aantal bezienswaardige bedevaartkapellen.
- De Chapelle Saint-Fiacre, in het gehucht Saint-Fiacre, heeft een houten doksaal uit 1480.
- De gotische Chapelle Sainte-Barbe ligt op een heuvel boven de rivier Ellé.
- De Chapelle Saint-Nicolas heeft een houten doksaal in renaissancestijl.

In Le Faouët spreekt men een variant van het Bretons die Cornouaillais heet.

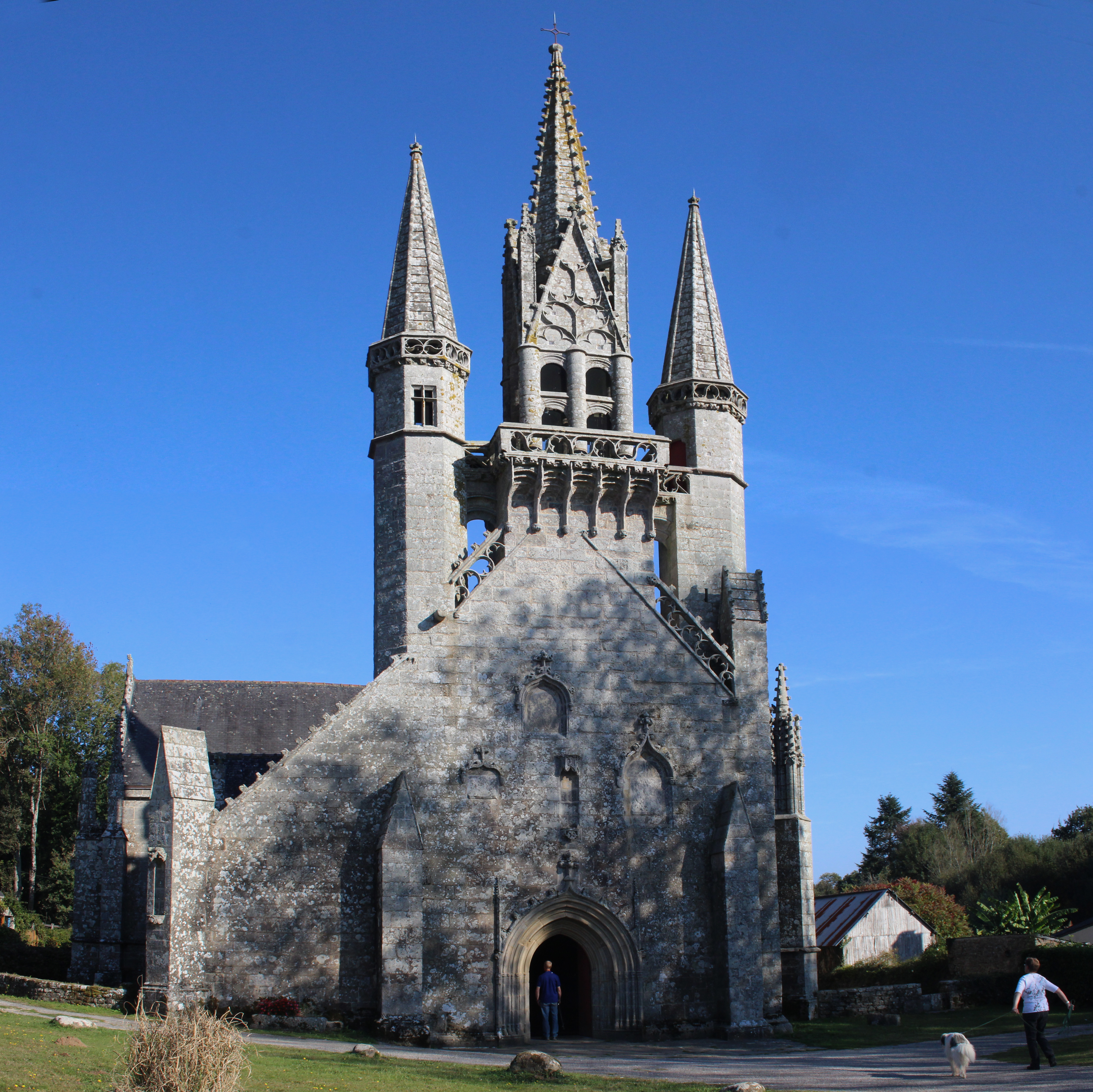
Chapelle Saint-Fiacre in de gemeente Le Faouët
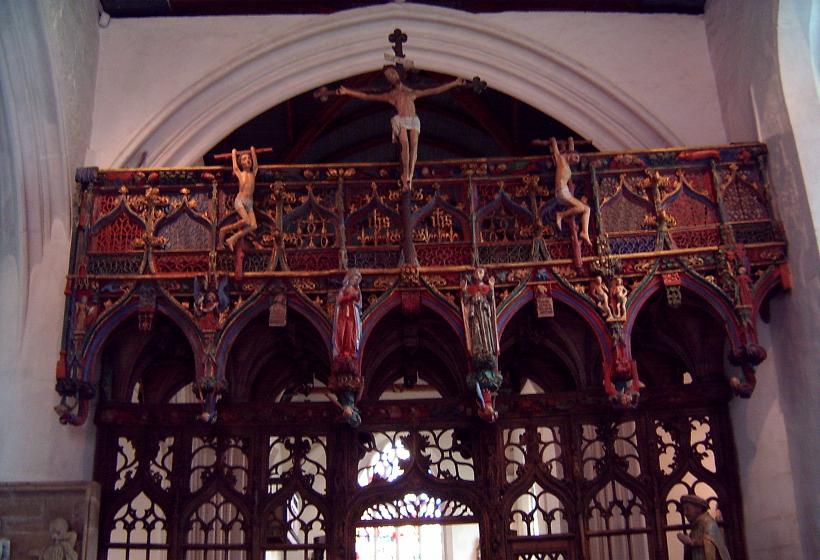
Doksaal in de Chapelle Saint-Fiacre

## Geografie
De oppervlakte van Le Faouët bedroeg op 1 januari 2022 34,03 vierkante kilometer; de bevolkingsdichtheid was toen 82,8 inwoners per km².

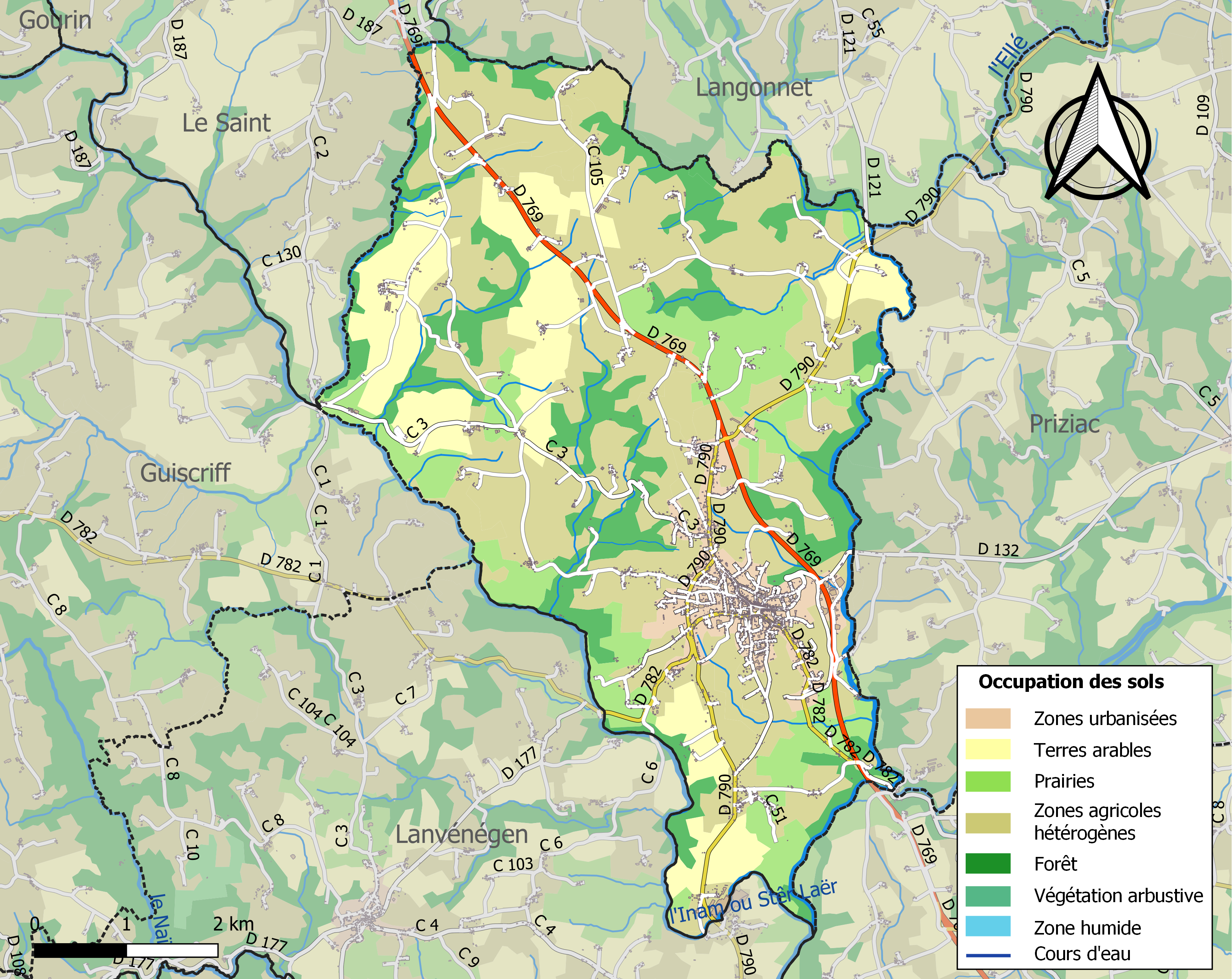
Kaart van de gemeente met de belangrijkste infrastructuur, bodemgebruik en omliggende gemeenten

## Demografie
Onderstaande figuur toont het verloop van het inwonertal, bron: INSEE-tellingen. 